# Carcelia subferrifera
Carcelia subferrifera là một loài ruồi trong họ Tachinidae.